# ZIL-3250
Der ZIL-3250, (russisch ЗИЛ-3250), auch als ZIL-3250AO bezeichnet, ist ein Minibus des russischen Herstellers Sawod imeni Lichatschowa, kurz ZIL. Er wurde von 1998 bis etwa 2013 produziert und war nach mehr als 35 Jahren Unterbrechung der erste Bus, den ZIL wieder in Serie fertigte.

## Beschreibung

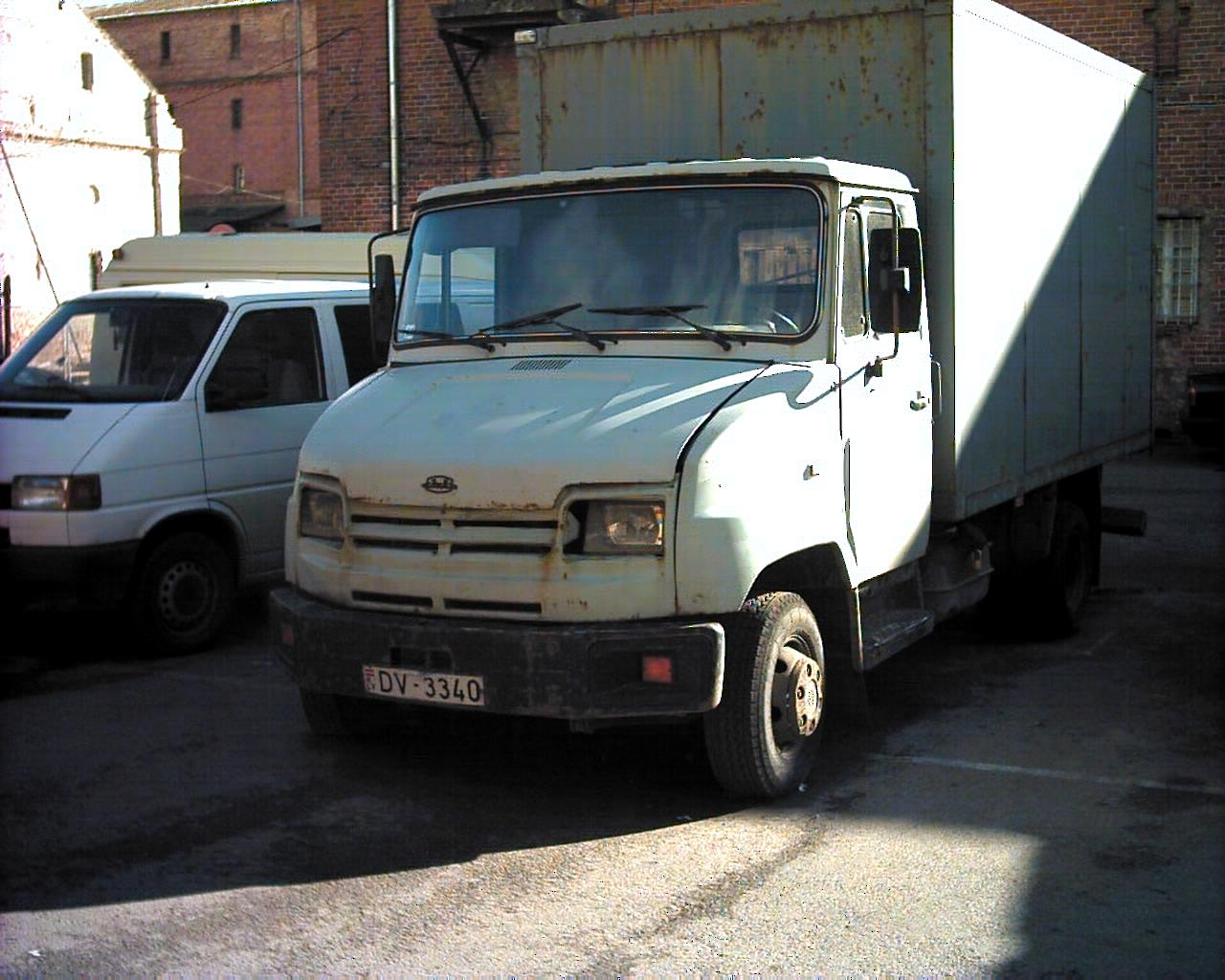
Ein ZIL-5301 auf dem der ZIL-3250 technisch basiert

1997 beschäftigte man sich bei ZIL damit, einen Nachfolger für das völlig veraltete Modell ZIL-118 zu konstruieren. Diese Bemühungen mündeten 1998 schließlich in die Vorstellung und anschließende Produktion des Minibusses ZIL-3250. Technisch basiert er auf dem Lastwagen ZIL-5301, welcher schon seit 1992 gebaut wird. Verteilt über die Produktionszeit wurden verschiedene Varianten angeboten, darunter auch kürzere Modelle mit entsprechend weniger Sitzplätzen (als ZIL-325010 bezeichnet). Hauptsächlich wird der Vierzylinder-Dieselmotor MMS D-245.9E2 verbaut, jedoch sind auch Motoren von Renault und Caterpillar mit ähnlichen Leistungen lieferbar.
Einer der ersten größeren Abnehmer war 1999 das Moskauer Personen-Transportunternehmen Transagentstwo-T, welches Teile des innerstädtischen Nahverkehrs mit Minibussen in der Stadt abwickelt.
Mit dem KAwZ-3244 existiert ein sehr ähnliches Fahrzeug, das ebenfalls auf dem ZIL-5301 basiert, jedoch vom Kurganski Awtobusny Sawod produziert wurde.

## Technische Daten
(Alle Angaben für die Modellvariante ZIL-3250)
- Sitzplätze: 19 im Fahrgastraum + 2 vorne + Fahrersitz (in Summe 22)
- Leergewicht: 5060 kg
- Zulässiges Gesamtgewicht: 6630 kg (nach anderen Quellen auch 6950 kg)
- Wendekreis: 8 m
- Höchstgeschwindigkeit: 95 km/h
- Verbrauch im Stadtverkehr: 16,5 l/100 km (bei 40 km/h)
- Radstand: 4505 mm (bei Modell ZIL-325010 auch 3650 mm)
- Abgasnorm: Euro-2
- Stückzahl (bis inklusive 2009): 1943 Exemplare

Motordaten
- Motoren: 4-Zylinder-Dieselmotoren
- Motortypen: MMS D-245.9E2 (auch Caterpillar-3054 und Renault MIDR)
- Leistung: 100 kW (136 PS)
- Hubraum: 4,75 l

Es wurde auch eine Variante mit MMS D-245.9E3-Dieselmotor gefertigt, welcher die Abgasnorm Euro-3 erfüllt.